# Mistři aukcí
Mistři aukcí (v anglickém originále Auction Hunters) je americká televizní reality show, která měla premiéru 9. listopadu 2010 na stanici Spike.
V červnu 2011 společnost Spike oznámila, že objednala třetí řadu s 26 díly, v srpnu 2012 oznámila objednávku čtvrté řady s 26 díly. Čtvrtá řada měla premiéru 30. ledna 2013 pod názvem Auction Hunters: Pawnshop Edition a zaměřuje se nejen na aukce skladů, ale také na Haffa a Jonese, kteří zde provozují zastavárnu Haff-Ton Pawn Shop. Dne 11. dubna 2014 společnost Spike objednala pátou řadu o 20 dílech, jejíž premiéra se uskutečnila koncem roku 2014. Pátá řada zahrnuje dvojici, která rozšiřuje své podnikání i mimo aukce skladovacích jednotek. Nakonec dne 8. dubna 2015 společnost Spike oznamuje, že pátá řada bude poslední, čímž se pořad stal tehdy nejdéle vysílaným bezscénářovým pořadem na stanici Spike.

## Souhrn
Pořad pojednává o Allenu Haffovi a Clintonu Jonesovi (známého jako "Ton"), kteří mají zkušenosti v různých oborech včetně zbraní a záhadných trezorů. Zúčastňují se aukcí skladovacích jednotek v jižní Kalifornii a příležitostně i na dalších místech ve Spojených státech. V každé epizodě dvojice provádí diváky svými aktivitami, při nichž draží a vyhrává opuštěné skladovací jednotky, oceňuje předměty nalezené uvnitř a prodává nejlukrativnější a nejzajímavější kousky odborníkům nebo sběratelům.
Každá epizoda začíná textovým prohlášením, v němž se uvádí, že Haff a Jones každoročně nakoupí stovky skladovacích jednotek a že v pořadu jsou prezentovány pouze jejich nejvzácnější a nejcennější nálezy. Sami tvrdí, že z většiny jednotek mají nakonec jen malý či vůbec žádný zisk a že se ve skutečnosti řídí pravidlem 80 %/20 %, podle něhož 80 % svého zisku získají z 20 % jednotek, které koupí.
Stálá členka štábu Robin "Big Sis" Matteová zemřela 12. května 2014 ve věku 37 let na rakovinu vaječníků ve čtvrtém stadiu, která se přesunula do plic. S onemocněním se potýkala 12 let. Na konci první epizody 5. řady se objevil její památník.

## Díly
| Řada | Díly | Premiéra v USA    | Premiéra v USA     | Premiéra v ČR | Premiéra v ČR | Stanice v USA | Stanice v Česku               |
| Řada | Díly | První díl         | Poslední díl       | První díl     | Poslední díl  | Stanice v USA | Stanice v Česku               |
| ---- | ---- | ----------------- | ------------------ | ------------- | ------------- | ------------- | ----------------------------- |
| 1    | 8    | 9. listopadu 2010 | 21. prosince 2010  |               |               | Spike         | Discovery Channel Nova Action |
| 2    | 27   | 5. dubna 2011     | 29. listopadu 2011 |               |               | Spike         | Discovery Channel Nova Action |
| 3    | 26   | 21. března 2012   | 26. září 2012      |               |               | Spike         | Discovery Channel Nova Action |
| 4    | 26   | 30. ledna 2013    | 29. března 2014    |               |               | Spike         | Discovery Channel Nova Action |
| 5    | 20   | 11. října 2014    | 9. května 2015     |               |               | Spike         | Discovery Channel Nova Action |